# Siward (Bischof)
Siward OSB (unsicher: † 30. Oktober 1075) war ein angelsächsischer Ordensgeistlicher. Ab 1058 war er der letzte angelsächsische Bischof von Rochester.
Siward war Abt der Benediktinerabtei Chertsey, als er von Papst Benedikt X. 1058 das Pallium erhielt und danach von Erzbischof Stigand zum Bischof der Diözese Rochester geweiht wurde. Über seine Tätigkeit als Bischof ist fast nichts bekannt. Der Chronist William of Malmesbury verwechselte ihn mit dem namensgleichen Siward, der von Erzbischof Edsige zu seinem Koadjutor ernannt wurde, aber bereits 1048 starb.
Nach der normannischen Eroberung Englands war es ein Ziel der normannischen Könige, die alte englische Kirche nach normannischem Vorbild zu reformieren, um dadurch auch ihre Herrschaft zu festigen. Als Erzbischof Stigand Ostern 1070 als Erzbischof von Canterbury abgesetzt wurde, durfte Siward jedoch sein Amt als Bischof behalten. Er nahm am 29. August 1070 an der Weihe des neuen Erzbischofs Lanfrank teil, ebenso an einem Konzil der englischen Bischöfe 1072, bei dem kirchliche Reformen beschlossen wurden. Er starb 1075, vermutlich am 30. Oktober, dem Tag, an dem in Rochester sein Gedenktag gefeiert wird.